# Ghadr-110
El Ghadr-110 o Qadr-110 (persa: قدر-110, que significa "intensidad") es un misil balístico de alcance medio diseñado y desarrollado por Irán. El misil tiene un alcance de 1.800 km a 2.000 km. Las Fuerzas Armadas iraníes exhibieron por primera vez el misil al público en un desfile militar anual para conmemorar la guerra Irán-Irak.
El Ghadr-110 es una versión mejorada del Shahab-3A, también conocido como Ghadr-101. Se cree que tiene una primera etapa de combustible líquido y una segunda etapa de combustible sólido, lo que le permite tener un alcance de 1.500 km (930 millas). Se sugiere que el Ghadr-101 y el Ghadr-110 proporcionarán a Irán capacidad antisatélite e IRBM.
El misil Qadr fue presentado por primera vez en un desfile anual con motivo del aniversario del inicio de la guerra entre Irán e Irak. Este misil se produce en tres tipos: "Qadr S" con un alcance de 1.350 km, "Qadr H" con un alcance de 1.650 km y "Qadr F" con un alcance de 1.950 km. La serie de misiles Qadr-110 lleva una ojiva que pesa entre 650 y 1.000 kg, como la que lleva el Qadr F. También tiene una longitud de 15,5 a 16,58 metros con un peso total de 15 a 17,48 toneladas, siendo el modelo base dos toneladas más pesado en comparación con el Shahab-3.
El Ghadr-110 tiene una mayor maniobrabilidad y un tiempo de preparación más corto que el Shahab-3; su tiempo de preparación es de 30 minutos, mientras que el antiguo Shahab-3 tiene un tiempo de preparación de varias horas. El misil ha sido fabricado íntegramente en Irán, en el ultrasecreto Complejo de Industrias de Misiles Hemmat.
El 21 de noviembre de 2015 y el 29 de enero de 2017, Irán supuestamente llevó a cabo lanzamientos del Ghadr 110. Estados Unidos vio esto como una violación de la Resolución 2231 del Consejo de Seguridad de las Naciones Unidas que "pide" a Irán que no trabaje en ningún misil balístico capaz de portar ojivas nucleares, incluido su lanzamiento. El embajador de Rusia ante la ONU cuestionó esto, diciendo que "una llamada es diferente de una prohibición, por lo que legalmente no se puede violar una llamada, se puede cumplir con una llamada o se puede ignorar la llamada, pero no se puede violar una llamada". El ministro de Asuntos Exteriores de Irán, Javad Zarif, respondió diciendo que dado que Irán no posee armas nucleares ni pretende tenerlas, no diseña sus misiles para que sean capaces de transportar ojivas nucleares, una declaración que fue cuestionada a la luz del aparente descubrimiento del archivo nuclear iraní.  Sin embargo, Michael Elleman, miembro principal de Defensa de Misiles del IISS, señaló que el diseño de bomba presentado por Benjamin Netanyahu encajaría en la nariz Nodong/Shahab-3 de Irán anterior a 2004, pero no en ninguno de los misiles posteriores a 2004, incluidos Ghadr-110.